# Лівадійський палац (срібна монета)
«Ліваді́йський пала́ц» — пам'ятна срібна монета номіналом 10 гривень, випущена Національним банком України, присвячена архітектурній пам'ятці неоренесансного стилю, колишній літній царській резиденції — Великому Лівадійському палацу, створеному на поч. XX ст. за проектом архітектора М. П. Краснова. У Лівадії в лютому 1945 року проходила Ялтинська конференція голів урядів держав — союзниць по антигітлерівській коаліції.
Монету введено в обіг 18 вересня 2003 року. Вона належить до серії «Пам'ятки архітектури України».

## Опис монети та характеристики
| Номінал грн. | Метал            | Маса, г      | Діаметр, мм | Якість виготовлення | Гурт     | Тираж, штук |
| ------------ | ---------------- | ------------ | ----------- | ------------------- | -------- | ----------- |
| 10           | срібло 925 проби | 31,1 / 33,62 | 38,6        | пруф                | рифлений | 3 000       |

### Аверс
На аверсі монети зображено фрагмент воріт італійського дворика та скульптуру лева (праворуч), угорі розміщено напис «УКРАЇНА», малий Державний Герб України, позначення металу та його проби — «Ag 925», ваги в чистоті — «31,1», унизу розміщено написи: ліворуч від воріт — номінал «10», нижче в один рядок — «ГРИВЕНЬ • 2003» та логотип Монетного двору Національного банку України.

### Реверс

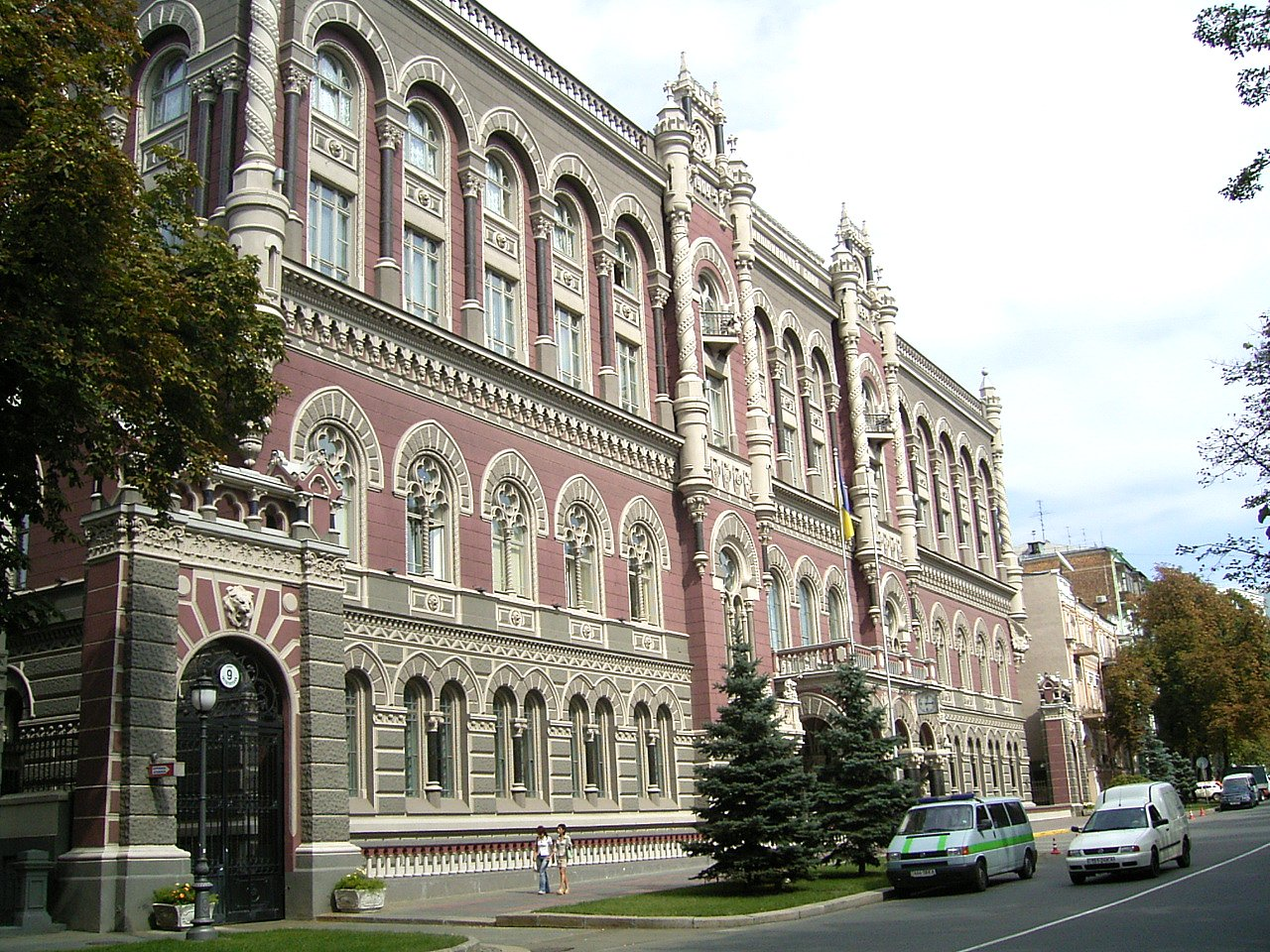
Будівля Національного банку України

На реверсі монети на тлі силуету гір зображено палац та півколом розміщено напис «ЛІВАДІЙСЬКИЙ ПАЛАЦ».

## Автори
- Художник — Кочубей Микола.
- Скульптор — Атаманчук Володимир.

## Вартість монети
Ціна монети — 575 гривень була вказана на сайті Національного банку України в 2013 році.
Фактична приблизна вартість монети з роками змінювалася так:
| Рік        | 2010  | 2011  | 2012  | 2013  | 2014  | 2015  | 2016  | 2017  | 2018  | 2019  | 2020  | 2021  | 2022  | 2023  | 2024  | 2025  |
| ---------- | ----- | ----- | ----- | ----- | ----- | ----- | ----- | ----- | ----- | ----- | ----- | ----- | ----- | ----- | ----- | ----- |
| Ціна, грн. | 1 650 | 1 650 | 1 650 | 1 650 | 1 100 | 1 200 | 2 900 | 3 250 | 2 600 | 2 150 | 2 000 | 2 150 | 3 200 | 3 100 | 4 900 | 5 000 |